# Шилдс (Мичиген)
Шилдс (енгл. Shields) насељено је место без административног статуса у америчкој савезној држави Мичиген.

## Демографија
По попису из 2010. године број становника је 6.587, што је 3 (0,0%) становника мање него 2000. године.
| Група             | 2000.         | 2010.         |
| Белци             | 6.231 (94,6%) | 6.116 (92,8%) |
| Афроамериканци    | 53 (0,8%)     | 72 (1,1%)     |
| Азијати           | 34 (0,5%)     | 52 (0,8%)     |
| Хиспаноамериканци | 219 (3,3%)    | 284 (4,3%)    |
| Укупно            | 6.590         | 6.587         |